# Абдуллина, Ирина Рафисовна
Ирина Рафисовна Абдуллина(по мужу Вашляева; род. 31 января 1966 года) — советская и российская конькобежка; двукратный серебряный призёр чемпионата СССР и чемпионка России в многоборье. Выступала за город Свердловск, позже Екатеринбург. Мастер спорта СССР международного класса (1990).

## Биография
Начала заниматься конькобежным спортом в возрасте 14 лет. С 1983 года участвовала в соревнованиях на высокогорном катке «Медео». С 1986 года выступала за команду Свердловска на чемпионате СССР по многоборью, а в 1988 году участвовала на первенстве страны в спринтерском многоборье. В 1989 году Ирина впервые попала на 5-е место в классическом многоборье и в 1990 году попала в состав сборной.
На своём первом чемпионате Европы в Херенвене в 1990 году заняла 6-е место в общем зачёте многоборья. Следом дебютировала на чемпионате мира в классическом многоборье и в итоге заняла 17-е место. В том же году поднялась на чемпионате СССР на 4-е место в многоборье. В 1991 году выиграла серебряные медали в забегах на 3000 м и 5000 м на последнем чемпионате СССР.
В 1992 году на чемпионате Европы в Херенвене стала 9-й в многоборье и на первом чемпионате России в Иркутске завоевала золотую медаль в многоборье, установив рекорд катка на дистанциях 3000 м и 5000 м. В 1993 году участвовала в нескольких этапах Кубка мира. В 1994 году она завершила карьеру спортсменки.

## Научная деятельность
Кандидат педагогических наук, окончила Свердловский государственный педагогический институт. Автор 45 научных и 15 учебно-методических работ. Также окончила и Уральский государственный университет физической культуры (УралГУФК) в степени магистра. Аспирант УралГУФК. Работает на кафедре теории и методики физической культуры Екатеринбургского филиала Уральского государственного университета физической культуры. Сотрудник научно-исследовательской лаборатории института физической культуры, автор 13 научных статей и 2 патентов РФ.
Более 15 лет сотрудничает со Свердловской областной федерацией по хоккею с шайбой по проблемам методической и практической подготовки юных хоккеистов. За значительный вклад в развитие физической культуры и спорта в Российской Федерации награждена Благодарностью Министра спорта РФ и почётной грамотой Министра спорта РФ.

## Личная жизнь
Ирина Абдуллина замужем с 1992 года за Вашляевым Борисом Фёдоровичем — мастером спорта СССР по конькобежному спорту, заслуженным тренером РСФСР, заведующим научно-исследовательской лабораторией Екатеринбургского института физической культуры (филиал Урал ГУФК), кандидатом педагогических наук и профессором по кафедре физической культуры.